# Resistance: Burning Skies
Resistance: Burning Skies è un videogioco sparatutto in prima persona per PlayStation Vita, facente parte della serie Resistance. Il gioco è stato sviluppato da Nihilistic Software e pubblicato da Sony Computer Entertainment nel maggio 2012. È stato annunciato nell'agosto 2011 alla Gamescom. Nel gioco, i giocatori controllano il personaggio di Tom Riley, un vigile del fuoco che combatte contro un nemico chiamato Chimera durante la loro invasione degli Stati Uniti.

## Trama

### Premessa
Il 14 agosto 1951, un mese dopo la liberazione del Regno Unito, i Chimera invadono la costa orientale degli Stati Uniti. Il vigile del fuoco di New York Tom Riley viene catturato nel bel mezzo del conflitto. Nonostante combatta contro la Chimera, ha solo il desiderio di trovare e salvare la sua famiglia nel mezzo dell'invasione.

### Trama in-game
La storia inizia con Tom Riley, insieme all'Engine 174, che guida attraverso Staten Island. Arrivano a una centrale elettrica in fiamme. Entrano nella stazione e Tom viene separato dai suoi compagni vigili del fuoco dopo essere caduto accidentalmente nei livelli inferiori della stazione a causa di un pavimento rotto. Mentre Tom torna indietro, vede uno dei vigili del fuoco essere attaccato e ucciso da Longlegs. Tom è costretto a combattere per uscire dalla stazione e salvare uno dei suoi compagni vigili del fuoco.
Una volta fuori, Tom scopre che l'invasione Chimera è in pieno svolgimento. Riley poi si fa strada attraverso la città, ricevendo infine una trasmissione che gli chiede di assistere con l'evacuazione. Tom segue le indicazioni date dalla trasmissione, incontrandosi infine con una donna di nome Ellie Martinez, la leader degli omonimi "Minutemen". Con il supporto di Ellie e del suo alleato Mac, Tom si fa strada verso un ponte autostradale dove Tom si riunisce con sua moglie, Natalie, e sua figlia, Rachel.
Tom manda la sua famiglia in salvo, promettendo di trovarli. Man mano che si presentano più Chimera, Riley è costretta a rimanere con Ellie per guadagnare un po' di tempo ai sopravvissuti. Lungo la strada, Tom ed Ellie si imbattono in una misteriosa spedizione in un camion militare chiamato Grey Tech, che dimostra le capacità di potenziare le loro armi. Viene rivelato che la spedizione è stata inviata a Richard Gorrell. Vengono nuovamente attaccati dalle forze di terra chimerane ma Tom ed Ellie li sconfiggono. Prima che potessero lasciare l'autostrada, tuttavia, un boia li attacca. Tom ed Ellie sono in grado di distruggere il boia e sfuggire al bombardamento di Spires e Crawlers.
Si dirigono verso una base militare a Bayonne, nel New Jersey, dove Ellie presenta a Tom il suo alleato colonnello George Amherst, il quale informa Tom che la sua famiglia è stata mandata in un campo di protezione a Union City. Subito dopo, i Chimera tendono un'imboscata alla base. Riley aiuta a respingere l'attacco, che include il salvataggio di un soldato ferito e l'uccisione di una gigantesca creatura chimera chiamata Abominio.
Mentre Tom ed Ellie avanzano verso Ellis Island, avvistano dei rinforzi chimerani che viaggiano lungo il ponte George Washington. Ellie chiama un attacco aereo nel tentativo di eliminare i rinforzi. Sfortunatamente, un VTOL si schianta sul ponte, ma è troppo tardi per annullare l'attacco aereo. Tom cade sul ponte e inizia a farsi strada verso l'equipaggio del VTOL precipitato. Dopo aver perquisito il VTOL distrutto, Tom scopre un soldato ferito intrappolato all'interno del VTOL. Tom salva il soldato e si riunisce con Ellie. Tom ed Ellie poi si dirigono verso la fine del ponte, incontrando Grims lungo la strada. Alla fine raggiungono l'uscita, solo per scoprire che è stata sigillata dal governo. Mentre Ellie tenta di trovare una via di fuga, Tom affronta un Impaler. Tom ed Ellie saltano giù da un'uscita di emergenza proprio mentre un altro attacco aereo colpisce il ponte.
Tom ed Ellie alla fine si riuniscono con Mac, che li aiuta a raggiungere Ellis Island. Tom ed Ellie cadono in un'imboscata da parte di una Chimera. Dopo aver eliminato tutti i nemici, alla fine raggiungono i laboratori dove raggiungono una porta sigillata del caveau. Un uomo li contatta chiedendo aiuto. Tom ed Ellie iniziano a combattere per raggiungere l'uomo, solo per scoprire che è stato infettato. Una volta che Tom uccide l'uomo, procede verso l'ufficio di Richard Gorrell. Tom ed Ellie trovano un proiettore, che riproduce un video didattico. Scoprono che Gorrell sta lavorando al Progetto Phoenix e che stava rapendo diversi umani per i test, tra cui Rachel e Natalie.
Tom ed Ellie guidano un VTOL in un campo di protezione a Union City, nella speranza di salvare la famiglia di Tom. Una volta al campo, Tom ed Ellie si separano. Riley si fa strada verso un VTOL schiantato, scoprendo un pilota ferito. Una volta che il pilota è stato salvato, Tom decide di riorganizzarsi con Ellie. Si fa strada attraverso miniere ed edifici infestati da Chimeran, scoprendo infine la posizione di Natalie e Rachel. Tom intravede rapidamente un portatore chimerano che porta la sua famiglia in una vicina torre di conversione. Riley ed Ellie salgono a bordo di una Chimera galleggiante nel tentativo di seguire Natalie e Rachel.
Tom e Riley raggiungono finalmente la torre di conversione. Si separano quando Ellie decide di cercare Gorrell mentre Tom cerca la sua famiglia. Dopo aver eliminato diversi gruppi di Chimera, Tom alla fine trova una Natalie infetta. Tom esegue un'uccisione di misericordia su Natalie, sparandole con la sua carabina. Tom continua a cercare Rachel ed Ellie.
Dopo aver combattuto diversi Chimera, Tom alla fine si riunisce con loro. Ellie e Rachel procedono ad aiutare a evacuare alcuni sopravvissuti mentre Tom dà la caccia a Gorrell. Una volta che Tom lo trova, Gorrell convince Tom a fidarsi di lui mentre risveglia un Leviatano incompiuto, nel tentativo di mostrare a Tom il suo potenziale potere sulla Chimera. Tuttavia, Gorrell non riesce a controllare la bestia e fugge immediatamente. Una volta che Tom scappa, viene contattato da Ellie, che lo informa che sono arrivati altri Minutemen. Tom affronta il Leviatano, uccidendolo alla fine.
Mentre si dirige verso l'uscita della torre, viene teso un'imboscata da Gorrell. Tom usa rapidamente la sua ascia da fuoco per finire Gorrell. Tom si riunisce con Ellie. La avverte del governo disperato e di come hanno permesso a Gorrell di procedere con il Progetto Phoenix. Dopo aver abbandonato tutta la sua Grey Tech, Tom si separa da Ellie mentre lui e Rachel se ne vanno.

## Modalità di Gioco
Burning Skies ha modalità multiplayer online competitive per otto giocatori. I giocatori possono scegliere tra sei mappe e tre modalità di gioco: Deathmatch, Team Deathmatch e Survival.
Burning Skies riporta anche un punto fermo della serie Resistance , la "ruota delle armi", così come altre armi della serie, tra cui Carbine, Deadeye, Auger e Bullseye. Le funzioni secondarie di queste armi sono spesso controllate dal touchscreen di Vita.

## Musica
La colonna sonora di Burning Skies è stata composta da Jason Graves e Kevin Riepl. La colonna sonora per grande orchestra è stata registrata agli Ocean Way Studios di Nashville, nel Tennessee, nella primavera del 2012. L'orchestra è stata diretta e incaricata da Alan Umstead di Nashville Music Scoring.

## Accoglienza
Burning Skies ha ricevuto recensioni "miste" secondo il sito web di aggregazione di recensioni Metacritic. Destructoid ha detto che il gioco "ha deciso di essere il nuovo peggior gioco Vita fino ad oggi". Game Informer ha generalmente approvato la campagna del gioco e ha affermato che "finché non speri in un'esperienza multiplayer di qualità da console, Burning Skies dovrebbe soddisfare i fan". In Giappone, Famitsu gli diede un punteggio di tutti e quattro gli otto per un totale di 32 su 40.